# 시오엔
시오엔(Sioen, 1979년 7월 14일 ~ )은 벨기에의 싱어송라이터이다.